# Єретик (фільм)
Єретик (англ. Heretic) — американський психологічний горор 2024 року, написаний та знятий Скоттом Беком і Браяном Вудсом. У фільмі знялися Г'ю Ґрант, Софі Тетчер і Хлоя Іст, а розповідь ведеться про двох місіонерок Церкви Ісуса Христа Святих останніх днів, які намагаються навернути англійця-відлюдника, але усвідомлюють, що він небезпечніший, ніж здається.
Світова прем'єра фільму відбулася на Міжнародному кінофестивалі в Торонто 8 вересня 2024 року, а 8 листопада 2024 року випущений у прокат компанією «A24» у Сполучених Штатах. Він отримав позитивні відгуки від критиків і зібрав 27,3 мільйона доларів у всьому світі.

## Сюжет
Двоє місіонерів Церкви Ісуса Христа, впевнена сестра Барнс і боязка сестра Пекстон, прибувають до будинку відлюдника, містера Ріда. Він запрошує їх увійти, запевняючи, що його дружина готує чорничний пиріг. Вони починають обговорювати релігію, при цьому Рід робить кілька неприємних коментарів щодо їхньої мормонської віри та природи віри. Коли Рід виходить з кімнати, Барнс розуміє, що запах пирога йде від свічки, вхідні двері зачинені, а телефонний сигнал у них відсутній.
Вони слідують за Рідом до його кабінету, де він читає їм загрозливу лекцію, стверджуючи, що всі релігії є адаптацією одна одної, і стверджує, що знайшов єдину справжню релігію. Він дає дівчатам на вибір двоє дверей, через які потрібно пройти, щоб вийти з дому: одні, якщо вони все ще вірять у Бога, і одні, — якщо не вірять. Барнс повстає, відкидаючи кілька його претензій. Вони заходять у двері «віри», але виявляють, що обоє дверей ведуть до одного й того ж підземелля.
З'являється дряхла жінка, з'їдає отруєний пиріг і помирає. Рід стверджує, що вона є пророком Бога, і пара стане свідком її воскресіння. Старійшина Церкви Ісуса Христа прибуває, шукаючи дівчат, але йде, не почувши їхніх криків. Пророк воскресає і описує загробне життя. Барнс відкидає опис пророка, відзначаючи його схожість із звичайними галюцинаціями від передсмертних переживань. Коли Барнс дає Пекстон сигнал напасти на Ріда, він перерізає горло Барнс і стверджує, що вона також воскресне.
Після того, як Барнс стікає кров'ю, Рід виймає металевий предмет з її руки, стверджуючи, що це мікрочіп, який доводить, що Барнс не була справжньою, а світ — це симуляція. Пакстон розпізнає предмет як контрацептивний імплантат і розуміє, що все було організовано Рідом; поки дівчат відволікав прихід старійшини, друга жінка сховала труп пророка, зайняла її місце та видала опис загробного життя за сценарієм Ріда, додавши незапланований коментар: «Це несправжнє». Вбивство Рідом Барнс та спроба переконати Пакстон в імітації реальності були імпровізацією, щоб приховати план, який пішов наперекосяк. Пекстон знаходить підземний жолоб, у якому був захований труп Пророка, і спускається вниз, а Рід обіцяє, що покаже їй «єдину справжню релігію».
Пекстон знаходить кімнату, повну виснажених жінок у клітках, зачинених на велосипедні замки, схожі на той, яким вона користувалася перед тим, як увійти в будинок Ріда. Вона усвідомлює висновок Ріда: бажання контролювати інших є корінням усіх релігій. Пекстон вдаряє Ріда ножем для листів, але Рід ранить її, коли вона намагається втекти. Поки вони стікають кров'ю в підвалі, Пакстон молиться, кажучи Ріду, що це робиться, щоб виявляти доброту до інших, а не заради матеріальних результатів. Рід готується добити її, але Барнс, яка була ще жива, вбиває його дерев'яною дошкою перед тим як померти самій. Пекстон вилазить з вікна, і на її руку сідає метелик; раніше вона висловлювала бажання перевтілитися в метелика, який з'являється на руках її коханих. Він зникає, залишаючи Пакстон саму серед засніженого ландшафту.

## Акторський склад
- Г'ю Ґрант — містер Рід[6]
- Софі Тетчер — сестра Барнс[6]
- Хлоя Іст — сестра Пекстон[6]
- Тофер Грейс — старійшина Кеннеді[7]
- Ель Янг[de] — пророк[8]

## Виробництво
У червні 2023 року повідомлялося, що Скотт Бек і Браян Вудс написали та будуть режисерами фільму «Єретик» для «A24». Г'ю Ґрант і Хлоя Іст були обрані, щоб зіграти головні ролі. Бек і Вудс сказали, що фільм був натхненний фільмами «Контакт» і «Пожнеш бурю», як фільмами, які серйозно обговорюють релігію, але «в контексті свого роду попкорн-фільму». Написання сценарію було підштовхнуто смертю батька Вудса від раку стравоходу та питаннями про те, що відбувається після смерті. Режисери консультувалися з різними друзями-мормонами під час написання та виробництва, бажаючи переконатися, щоб героїні-місіонерки були якомога більш справжніми, а не шаблонними.
Продакшн отримав тимчасову угоду, що дозволяла знімати під час страйку SAG-AFTRA 2023 року. З бюджетом менше 10 мільйонів доларів основні зйомки проходили у Ванкувері протягом 30 днів, з 3 жовтня по 16 листопада 2023 року. Фільм знімався в хронологічному порядку.

## Реліз
Прем'єра фільму «Єретик» відбулася на Міжнародному кінофестивалі в Торонто 8 вересня 2024 року. Прем'єра фільму в США була запланована на 15 листопада 2024 року, перш ніж його було перенесено з 15 листопада на 8 листопада. Він був випущений у Великобританії та Ірландії тижнем раніше, 1 листопада.

## Сприйняття

### Касові збори
Станом на 27 листопада 2024 року «Єретик» зібрав 24,8 мільйона доларів у Сполучених Штатах і Канаді та 9,9 мільйона доларів на інших територіях, що становить у всьому світі 34,7 мільйона доларів.
У Сполучених Штатах і Канаді «Єретик» був випущений разом із «Найкращою різдвяною виставою», «Мертвими землями», «Втечею на вікенд» та широким прокатом «Анори», і, за прогнозами, мав зібрати близько 8 мільйонів доларів у 3221 кінотеатрах у перші вихідні. У перший день фільм заробив 4,3 мільйона доларів, у тому числі 1,2 мільйона від попереднього перегляду ввечері в четвер. Він дебютував з $11 мільйонами, посівши друге місце після фільму «Веном: Останній танець». Фільм зібрав 5 мільйонів доларів за другий вікенд (падіння на 54,1 %), а потім заробив 2,2 мільйона доларів за третій вікенд, посівши четверте та сьоме місця відповідно.

### Критика
На веб-сайті агрегатора рецензій «Rotten Tomatoes» 91 % із 225 відгуків критиків є позитивними із середнім рейтингом 7,4/10. Консенсус веб-сайту говорить: «Г'ю Ґрант отримує заразливе задоволення, граючи проти типу в „Єретику“, релігійному хоррорі, який проповідує Євангеліє мозкового ознобу над дешевими потрясіннями». Metacritic, який використовує середньозважену оцінку, поставив фільму оцінку 71 зі 100, на основі відгуків 49 критиків, вказуючи на «загалом схвальні» рецензії. Аудиторія, опитана «CinemaScore», поставила фільму середню оцінку «C+» за шкалою від A+ до F, тоді як аудиторія, опитана «PostTrak», дала йому загальну 70%-ву позитивну оцінку.

### Нагороди і номінації
| Нагорода         | Дата церемонії | Категорія                                       | Одержувач(і) | Result       | Прим.  |
| ---------------- | -------------- | ----------------------------------------------- | ------------ | ------------ | ------ |
| The Astra Awards | 8 грудня 2024  | Найкращий повнометражний фільм жахів або трилер | Єретик       | В очікуванні | [ 28 ] |
| The Astra Awards | 8 грудня 2024  | Найкраща роль у фільмі жахів або трилері        | Г'ю Ґрант    | В очікуванні | [ 28 ] |

### Відповідь Церкви Ісуса Христа Святих останніх днів
У відповідь на випуск фільму, Церква Ісуса Христа оприлюднила заяву, в якій засудила зображення насильства над жінками. За чотири дні до виходу фільму, церква опублікувала на своєму веб-сайті «Newsroom» статтю про безпеку місіонерів, яка мала на меті «допомогти журналістам і громадськості у питаннях і занепокоєннях щодо безпеки та благополуччя місіонерів». Кілька мормонів і колишніх мормонів високо оцінили фільм за його реалістичне та нюансоване зображення мормонізму.